# Barcza György
Nagyalásonyi Barcza György (Pusztazámor, 1888. július 2. – Sydney, 1961. április 18.) magyar diplomata, titkos tanácsos, máltai lovag, Magyarország vatikáni (1927–1938) és londoni (1938–1941) követe.

## Életútja

### Családja, ifjúkora
Dunántúli középnemesi családból származott. Édesapja nagyalásonyi Barcza Károly (1858–1919), Fejér vármegye törvényhatósági bizottságnak a tagja, a Magyar Általános Hitelbank igazgatósági tagja, a Magyar Mezőgazdák Szövetkezete alelnöke, és édesanyja zalabéri Horváth Irma (1863–1944) volt. Az apai nagyszülei nagyalásonyi Barcza György (1815–1885), földbirtokos, és nagyalásonyi Barcza Amália (1822–1886) voltak. Az anyai nagyszülei zalabéri Horváth Móric (1834–1882), császári és királyi kamarás, földbirtokos és nedeczei Nedeczky Vilma (1842–1865) voltak.
1912. november 9-én Budapesten, Barcza György feleségül vette nagyjeszeni báró Jeszenszky Alexát (Nógrádkövesd, 1888. december 24. – Sydney, Ausztrália, 1974. július 26.), akinek a szülei nagyjeszeni báró Jeszenszky Sándor (1857–1936), a Magyar Felsőház tagja, Nógrád vármegye törvényhatósági bizottságnak a tagja, földbirtokos, és zicsi és vásonkeői gróf Zichy Ilma (1862–1914) csillagkereszteshölgy voltak. Három gyermekük született: Hanzély Tamásné Barcza Alexandra, Dzyerzykray-Morawski Jeromené Barcza Erzsébet és Barcza Péter.

### Diplomáciai pályafutása
A budapesti egyetem jogi karát, majd a bécsi diplomáciai akadémiát sikeresen elvégezte, így lett 1911 őszétől az Osztrák–Magyar Monarchia európai hírű diplomatakarának tagja. Diplomáciai pályafutását Athénban kezdte 1914-ben. Fiatal kora ellenére az athéni diplomáciai és társasági élet elismert tagjává vált, és egészen közeli kapcsolatba került a görög királyi párral. Ebben nagy érdeme volt feleségének is, aki a királyné barátnőjeként sok esetben első kézből értesülhetett az udvar és kormány cselekvési lehetőségeiről és szándékairól, olykor az antant terveiről is. Barcza nem egyszer fontos információkat juttatott így el a Ballhausplatzra, az Osztrák–Magyar Monarchia külügyminisztériumának bécsi székhelyére. A személyes és jó kapcsolat a királyi családokkal nemcsak Görögországban, hanem későbbi állomáshelyein, Dániában és Svédországban is szembeszökő.
Kezdeti sikereit a pályán újabbak követték, karrierje gyorsan ívelt fölfelé, s a két világháború közötti diplomáciai kar egyik legműveltebb, legfelkészültebb, legszínesebb, azaz meghatározó egyéniségévé vált, aki külföldi diplomáciai berkekben is tiszteletet vívott ki magának.
1916-tól Koppenhágában, majd Stockholmban, 1920 után Bécsben szolgált, s rövid – három hónapos – vatikáni ügyvivőség után visszatért Bécsbe. 1925-ig ott is maradt, amikor is a külügyminisztérium politikai osztályának a vezetőjévé nevezték ki, mely posztot 1927-ig töltötte be. Beosztása révén nemcsak közvetlenül bepillanthatott a magyar külpolitika alakulásába, hanem ő maga is formálója volt annak. Bethlen István, Walko Lajos, Kánya Kálmán mellett ő, valamint jó barátja, a majdani párizsi követ, Khuen-Héderváry Sándor irányította ebben az időszakban a magyar külpolitikát. A politikai osztály élén eltöltött két év csupán átmeneti időszaknak bizonyult pályafutásában. Ezután már csak egy ízben – 1941 és 1943 között – tartózkodott hosszabb ideig Magyarországon.
1927 és 1938 között a Magyar Királyság vatikáni, majd 1938-tól 1941-ig a londoni követségének a vezetője. XII. Piusz pápával baráti viszonyt ápolt. A Londonban töltött idő alatt pontosan érzékelte és kiválóan megértette nemcsak az angol mentalitást, de a szigetországi morált is. A Foreign Office vezetői – Lord Halifax, Eden, Cadogan és maga Winston Churchill is – bíztak benne, barátsággal és jóindulattal tekintettek rá mint olyanra, aki sohase hazudott nekik, de emellett őszintén lojális mind a magyar kormányhoz, mind az angolokhoz. Ez a bizalom a gyakorlatban is megmutatkozott Churchill részéről, hiszen amikor Magyarország a németek oldalán aktívan részt vett a Jugoszlávia elleni agresszióban, a korábban megkötött magyar–jugoszláv örök barátsági egyezmény dacára, részben Barcza közbenjárására csak a diplomáciai kapcsolatokat szakították meg az angolok Magyarországgal, és nem üzentek hadat.
Barcza soha nem rejtette véka alá meggyőződését, hogy Anglia előbb-utóbb, ha rengeteg áldozat árán is, megnyeri a háborút. Így aztán Teleki – akihez személyes jó barátság is fűzte – halála után végképp szembekerült a magyar külpolitika irányvonalával. A magyar–angol diplomáciai kapcsolatok megszakadása után Budapestre visszatérve, 1941. augusztus 31-én saját kérelmére nyugállományba vonult.
1943-ban Kállay Miklós meghatalmazásával – és Bethlen, Kánya, Baranyai Lipót, Keresztes-Fischer Ferenc támogatásával és egyetértésével – Svájcba utazott, ahol főleg Anglia és az Amerikai Egyesült Államok felé próbálta képviselni a magyar függetlenség helyreállításának és az ország háborúból való kivezetésének az ügyét. Ezt 1944 áprilisától – az ország német megszállása után – a részben általa megalakított Követi Bizottság keretein belül tette. Ő lett a harminchét tagú bizottság tényleges vezetője. Amikor látta, hogy Magyarország jövőjét – minden igyekezete ellenére és önhibáján kívül – nem tudja pozitívan befolyásolni, 1945 novemberében feloszlatta a szervezetet. Amikor az új magyar kormányt elismerte Anglia és az USA is, viszont az nem tartott igényt Barcza szolgálatára és tapasztalataira sem, diplomáciai pályafutása végleg lezárult.

### Emigrációja
Életének utolsó szakaszát emigrációban töltötte. A háború után 1951-ig maradt Svájcban. Ezekben az években írta meg emlékiratait, majd 1947-ben a Máltai lovagrend követe lett.
1952-ben Sydney-ben telepedett le. 1953-ban megalakította a Bevándoroltak Egyesült Tanácsát, melynek elnökének őt magát választották meg. Eközben más szervezetekben is vezető tisztséget viselt: 1947 és 1960 között a Magyar Nemzeti Bizottmány (New York) tagja, majd 1952-től ausztráliai képviselője, de az Ausztráliai Magyar Társaság elnöke is volt többek között, így próbálva segíteni az Ausztráliába érkező magyar menekültek letelepedését.
1961. április 20-án, a rookwodi temető (Sydney) magyar részében helyezték örök nyugalomra.

## Művei
- Diplomataemlékeim, 1911–1945. Magyarország volt vatikáni és londoni követének emlékirataiból, 1-2.; összeáll., szerk. Antal László, jegyz., utószó Bán D. András, bibliográfiai utószó John Lukacs, angol nyelvű dokumentumford. Földes Gábor; Európa–História, Bp., 1994 (Extra Hungariam)